# Ainda não É o Último
Ainda não É o Último é o oitavo álbum de estúdio da banda brasileira de rock Resgate, lançado em 30 de abril de 2010 pela gravadora Sony Music Brasil.
Sendo o primeiro lançamento do selo da gravadora para o mercado cristão, o álbum foi produzido pelo produtor musical e tecladista da banda, Dudu Borges e é caracterizado pelas mudanças musicais promovidas a partir de Até eu Envelhecer, com um estilo mais voltado ao pop rock, sem o uso de sintetizadores, com elementos do hard rock setentista do grupo.
Após seu lançamento, o Resgate fez uma turnê extensa e iniciou um ciclo de viagens até então nunca feitos anteriormente. Ao mesmo tempo, seus integrantes desligaram-se da Igreja Renascer em Cristo, instituição religiosa a qual eram membros desde a década de 1990, sob muitas especulações.
Com avaliações predominantemente positivas da mídia especializada, o álbum foi considerado pela própria banda como um divisor de águas em sua carreira, assim como ocorreu dez anos antes em Praise. O videoclipe da canção "Jack, Joe and Nancy in the Mall", gravado em Londres recebeu a indicação de Melhor clipe no prêmio Troféu Promessas.
Em 2015 foi considerado por vários historiadores, músicos e jornalistas, como o 95.º maior álbum da música cristã brasileira, em uma publicação dirigida pelo portal Super Gospel. Em 2019 foi considerado, pelo mesmo portal, o 3º melhor álbum da década de 2010.

## Antecedentes

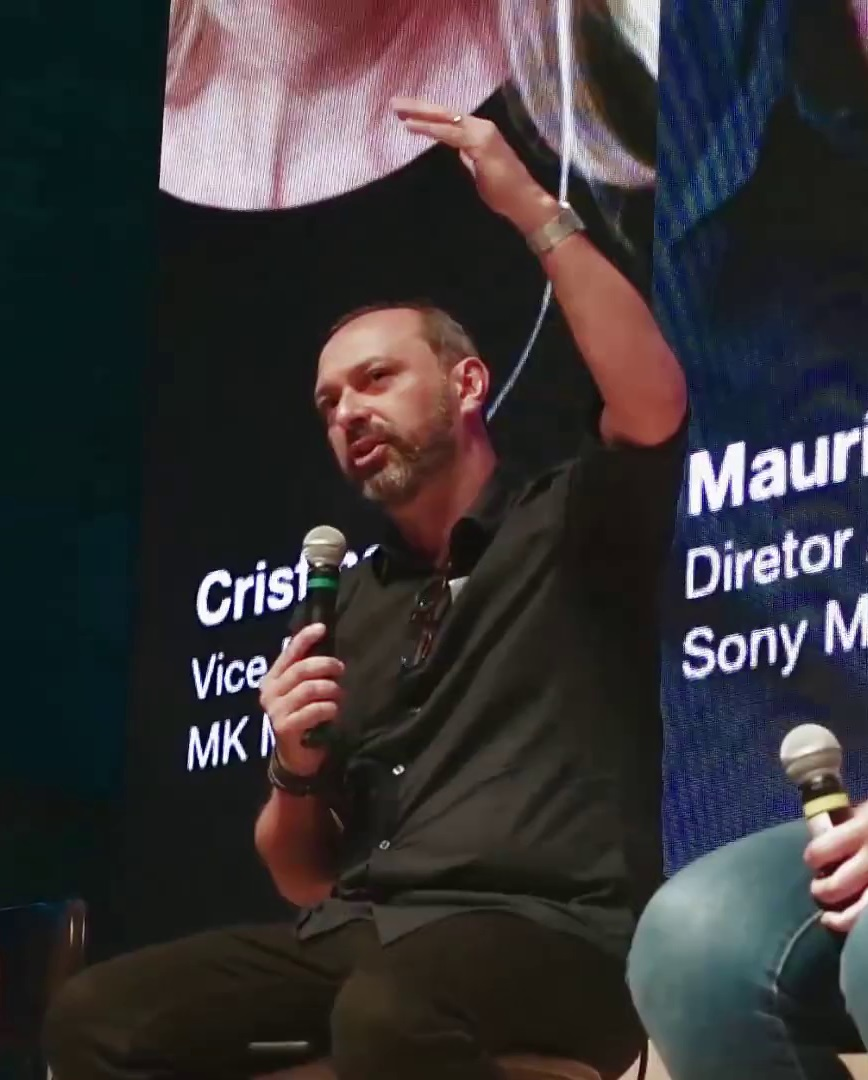
Maurício Soares (2019) foi chamado para estrear o selo evangélico da Sony Music Brasil e contratou o Resgate como primeiro artista da gravadora.

Em 2006, quando o Resgate liberou o álbum Até Eu Envelhecer, quatro dos cinco integrantes tinham papéis como líderes religiosos na Igreja Renascer em Cristo e Dudu Borges, o único que não era pastor, trabalhava na gravadora Gospel Records produzindo artistas e bandas. A relação era tão profunda que várias composições do álbum tinham referências à igreja, como "A Gente" e "Meus Pés" (esta última com um trecho de pregação de Estevam Hernandes).
No entanto, estas relações começariam a estremecer com duas ocorrências. A primeira em 2007, com a prisão de Sônia Hernandes e Estevam Hernandes, que tentaram ingressar nos Estados Unidos com dólares não declarados. Com as duas lideranças na cadeia, o vocalista Zé Bruno passou a exercer o título de principal líder na igreja (que era chamado de bispo-primaz). A segunda, o desabamento do teto da igreja no início de 2009. Zé teve que prestar depoimento no inquérito policial sobre o desabamento. No início de 2010, todos os integrantes do Resgate deixaram a Renascer e fundaram a igreja A Casa da Rocha.
Em meados de 2008, a banda lançou o CD e DVD Até Eu Envelhecer ao Vivo, que via de regra já era uma produção independente cuja distribuição foi da Gospel Records. A gravadora estava entrando em um processo de falência em 2009, o que inviabilizava futuros lançamentos. Com isso, o Resgate passou a se aproximar de Maurício Soares, que já tinha passado por várias gravadoras como MK Music, Line Records, Toque no Altar Music e tinha acabado de deixar o cargo de diretor da Graça Music. Soares tinha a intenção de criar uma gravadora própria, chamada MS Produções, com o Resgate como um de seus primeiros nomes. No entanto, no mesmo período, Maurício recebeu convite para estrear um selo evangélico da gravadora Sony Music Brasil. Com isso, o Resgate foi o primeiro artista do braço evangélico da Sony brasileira.
Sobre a produção de Ainda não é o Último em relação ao projeto anterior, Zé Bruno disse: "Nós gostamos muito do álbum anterior – Até Eu Envelhecer –, as músicas, os timbres. Eu pensei se a gente ia conseguir fazer um CD que tenha músicas como "Astronauta", "Passo a Passo", "Meus Pés", "Apocalipse Now". A gente tinha riffs desde 2006 que a gente vai guardando e me preocupei se o pessoal ia gostar porque está diferente".

## Composição

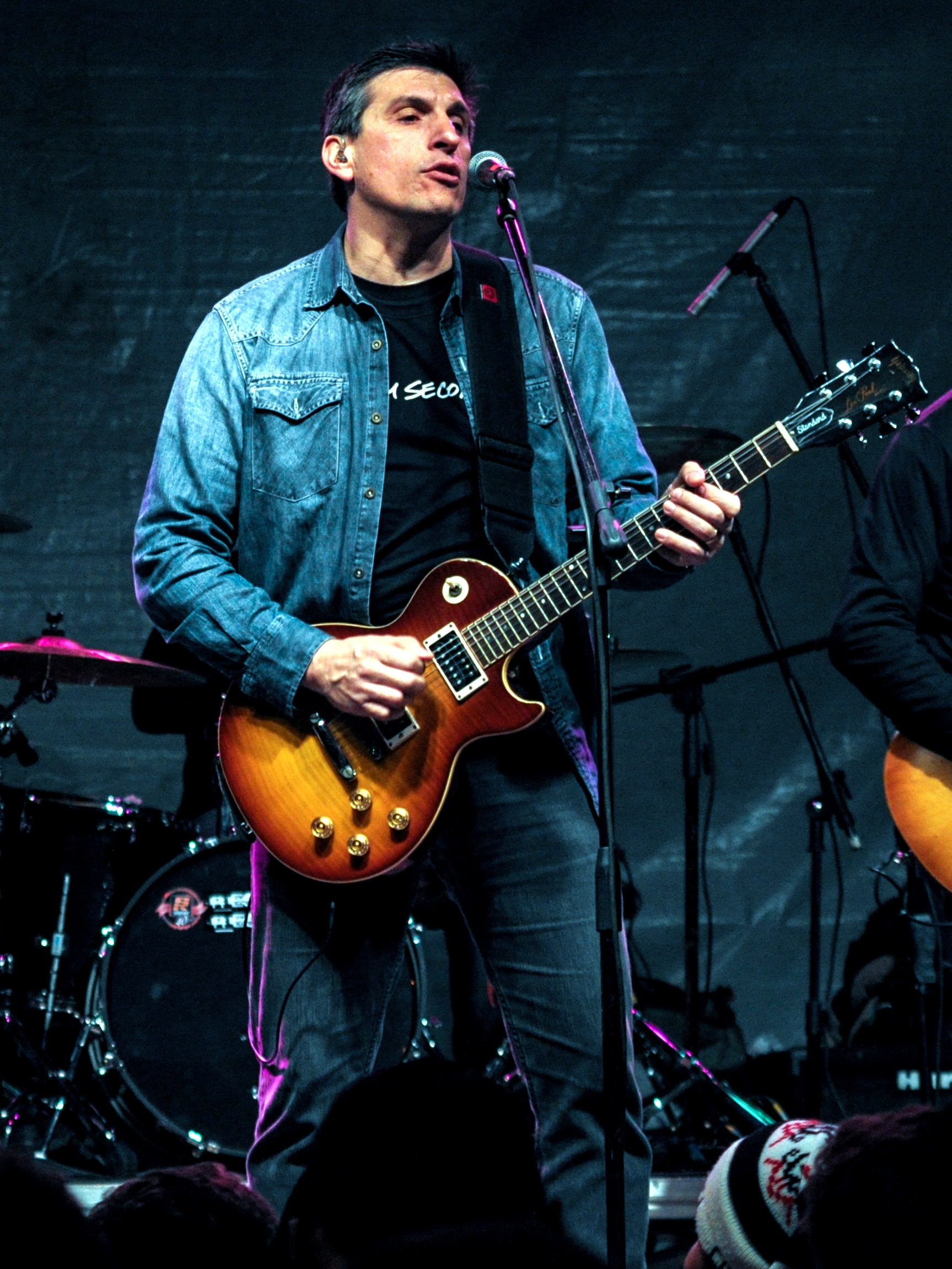
O vocalista Zé Bruno foi o principal letrista da maioria das canções de Ainda não É o Último.

As primeiras composições de Ainda não É o Último datam de meados de 2006 e o vocalista Zé Bruno contou a história por trás de algumas delas no site da banda quando o álbum fora lançado. Ele afirmou que "Neófito", por exemplo, começou a ser elaborada em 2006 a partir de um riff pensado no rock dos anos 1960. Mais tarde, em estúdio ao lado de Dudu Borges e Jorge Bruno, criou uma melodia de estrofe e uma ponte. A letra surgiu apenas depois, com base em uma reflexão do cantor sobre o "conflito terrível" de um novo convertido acerca de uma mudança radical de vida em um curto espaço de tempo. Outra canção surgida no mesmo ano foi "A Terapia", que recebeu créditos de composição à toda banda, mas começou a partir de um riff final de Zé Bruno em um ensaio do grupo. A letra foi escrita por Zé, Jorge e o baixista Marcelo. Dudu Borges resolveu criar uma introdução que simulasse um xilofone e também uma frase de influência "oriental", mas a frase foi removida pelos músicos por ser considerada ruim.
"Depois de Tudo", por sua vez, começou a ser elaborada em 2007 e ficou pronta apenas no final de 2009. Zé Bruno, Jorge Bruno e Dudu Borges estavam ensaiando como um trio no estúdio para criar novas composições, mas não gostaram de nenhuma ideia elaborada ali. Ao final, Zé mostrou um riff a Dudu Borges. Dudu não gostou e disse que a música precisava ser mais direta. Foi então que, de brincadeira, Zé Bruno tocou apenas o riff da introdução e perguntou se estava bom. Segundo ele, Borges gostou de imediato e harmonizou. Anos depois, testando novas melodias para a música e a finalizando, Dudu e Jorge não se agradavam da forma como o vocalista cantava uma das estrofes. Foi então que incluíram "Pra sempre eu vou" no início de todos os versos da estrofe. O cantor chegou a dizer que "Essa música fala um pouco da vida de todos nós. Vivemos, acertamos e erramos".
"A Hora do Brasil", que abre o álbum, teve melodia composta por toda a banda. Mais tarde, Zé Bruno ficou ouvindo-a e, inspirado por uma cena do filme infantil Vida de Inseto, começou a escrever a letra. Segundo ele, a faixa é "sobre a maneira inescrupulosa como a imprensa se manifesta no Brasil, e como a mídia de maneira maligna, investiga, julga, sentencia e explora a imagem de pessoas que não tiveram nem tempo de se defender. Tudo em nome da informação, tudo em nome da velocidade". Outra referência lembrada por Zé foi o caso Isabella Nardoni e uma menção a "Jailhouse Rock", de Elvis Presley, como uma brincadeira.
"O Vesúvio" começou com o verso cantado "Últimos dias de Pompeia / Sobe a temperatura", fazendo uma alusão ao apocalipse comparando com a erupção do Vesúvio de 79. "Genérica" seguiu a mesma temática de "O Médico e o Monstro" do álbum Até eu Envelhecer e, de acordo com Zé Bruno, "é aquela coisa do fake". Já "Transformers", que teve créditos a todos os integrantes exceto Dudu Borges, foi construída com base em um brainstorming. "Jack, Joe and Nancy in the Mall" surgiu em um momento em que o vocalista foi interrompido por uma ligação enquanto tentava compor. Segundo ele, "eu estava rabiscando e escrevi Time and undo e me lembrei de uma música do Yes dos anos 70. Quando escrevi Time and undo, achei um negócio legal de começar a escrever palavras em inglês que os fonemas dão sentido em português e fiz em meia horinha. Depois cheguei em casa e troquei algumas palavras para dar mais sentido...".

## Lançamento e recepção
| Críticas profissionais | Críticas profissionais |
| Avaliações da crítica  | Avaliações da crítica  |
| Fonte                  | Avaliação              |
| ---------------------- | ---------------------- |
| Super Gospel           | [ 17 ]                 |
| O Propagador           | [ 18 ]                 |
| Casa Gospel            | (favorável)            |
| DotGospel              | (favorável)            |

Ainda não É o Último foi liberado em 30 de abril de 2010 pela gravadora Sony Music Brasil e foi um sucesso de crítica. Em avaliação feita no portal Super Gospel, a musicalidade do álbum foi considerada uma "reinventamento" do som do Resgate. No guia discográfico do O Propagador, o projeto recebeu cotação de 4,5 estrelas de 5 com os comentários de que "é um dos melhores trabalhos do Resgate, com todas as faces apresentadas pela banda em sua carreira".
A crítica do Casa Gospel também aclamou o projeto, afirmando que "é o melhor trabalho da banda e que merece destaque". A crítica do Dot Gospel deu destaque às composições, afirmando que o álbum representa o desligamento religioso dos integrantes da Renascer em Cristo, dizendo que "retomam nas letras os temas do começo de carreira, com uma visão menos corporativista do cristianismo e mais crítica, tanto da sociedade, quanto da religião".
Em 2019, com cotação de 4,5 estrelas de 5, foi eleito pelo Super Gospel o 3º melhor álbum da década de 2010.

## Faixas
A seguir lista-se as faixas, compositores e durações de cada canção de Ainda não É o Último, segundo o encarte do disco.
| N.º            | Título                            | Compositor(es)                                         | Duração |  |
| 1.             | "A Hora do Brasil"                | Hamilton, Marcelo, Zé Bruno, Dudu Borges e Jorge Bruno | 3:28    |  |
| 2.             | "Depois de Tudo"                  | Hamilton, Marcelo, Zé Bruno, Dudu Borges e Jorge Bruno | 3:55    |  |
| 3.             | "Outra Vez"                       | Zé Bruno, Dudu Borges e Jorge Bruno                    | 3:18    |  |
| 4.             | "Genérica"                        | Zé Bruno                                               | 3:16    |  |
| 5.             | "Neófito"                         | Zé Bruno                                               | 3:22    |  |
| 6.             | "Jack, Joe and Nancy in the Mall" | Zé Bruno                                               | 3:09    |  |
| 7.             | "O Vesúvio"                       | Zé Bruno                                               | 3:55    |  |
| 8.             | "Tudo Certo"                      | Zé Bruno e Dudu Borges                                 | 2:54    |  |
| 9.             | "Transformers"                    | Hamilton, Marcelo, Zé Bruno e Jorge Bruno              | 2:37    |  |
| 10.            | "Una vuelta más"                  | Zé Bruno                                               | 2:34    |  |
| 11.            | "A Terapia"                       | Hamilton, Marcelo, Zé Bruno, Dudu Borges e Jorge Bruno | 3:15    |  |
| 12.            | "Vou Me Lembrar"                  | Zé Bruno, Dudu Borges e Jorge Bruno                    | 5:05    |  |
| Duração total: | Duração total:                    | Duração total:                                         | 40:53   |  |

## Ficha técnica
A seguir estão listados os músicos e técnicos envolvidos na produção de Ainda não É o Último:
Banda
- Zé Bruno – vocais, guitarras, violão
- Hamilton Gomes – guitarras e vocal de apoio
- Dudu Borges – produção musical, piano, órgão hammond, piano wurlitzer, piano Rhodes e mixagem
- Marcelo Bassa – baixo
- Jorge Bruno – bateria

Músicos convidados
- Edson Guidetti – solo de guitarra em "A Hora do Brasil"
- John Kip – vocal em "Outra Vez" e "Tudo Certo"
- Daniel Quirino – vocal de apoio
- Silveira – vocal de apoio
- Harley Silva – vocal de apoio em "A Hora do Brasil", "O Vesúvio" e "Transformers"
- Marcelo Modesto – banjo em "Jack, Joe and Nancy in the Mall"
- Augusto Cabrera – vocal em "Una vuelta más"
- Júlia Bruno – jogral em "A Hora do Brasil"
- Stefania Bruno – jogral em "A Hora do Brasil"
- Isabela Bruno – jogral em "A Hora do Brasil"
- Guilherme Bruno – jogral em "A Hora do Brasil"
- Vitória Bruno – jogral em "A Hora do Brasil"

Equipe técnica
- Resgate – mixagem
- Bruninho Cerri – engenharia de áudio
- Helly Moreira – engenharia de áudio
- Bruno Silva – assistente de engenharia de áudio
- Harley Silva – assistente de engenharia de áudio
- Perle Armandini – edição
- Rodrigo Guess – edição
- Claudio Abuchaim – mixagem e masterização

Projeto gráfico e design
- Carlos André Gomes – direção de arte e projeto gráfico
- Sandro Mesquita – supervisão de arte
- Priscilla Luiz – assistente de arte
- Decio Figueiredo – fotos
- Adrianna Ramos – make up
- Patrícia Yris – figurino